# شاکو (یکا)
شمشیرهای ژاپنی بر واحد (Shaku) شکو اندازه گیری می‌شوند. (۱ شکو = تقریباً ۳۰٫۳ سانتی‌متر یا ۱۱٫۹۳ اینچ که بسیار نزدیک به یک فوت است چون هر فوت ۱۲ اینچ و ۳۰٫۳۴ سانتی‌متر است) همچنین برای دقت بیشتر هر «سان»، «بو» و «رین» به ترتیب برابر با (یک دهم، یک صدم و یک هزارم شکو) مورد استفاده قرار می‌گیرد.
تیغه بلندتر از دو شکو (۶۱ سانتی متر) دایتو (شمشیر دراز) نامیده می‌شود. شمشیرهای کتانا در این بخش قرار می‌گیرند که متداول‌ترین و معروفترین نوع شمشیر ژاپنی است.